# Düren-Nord

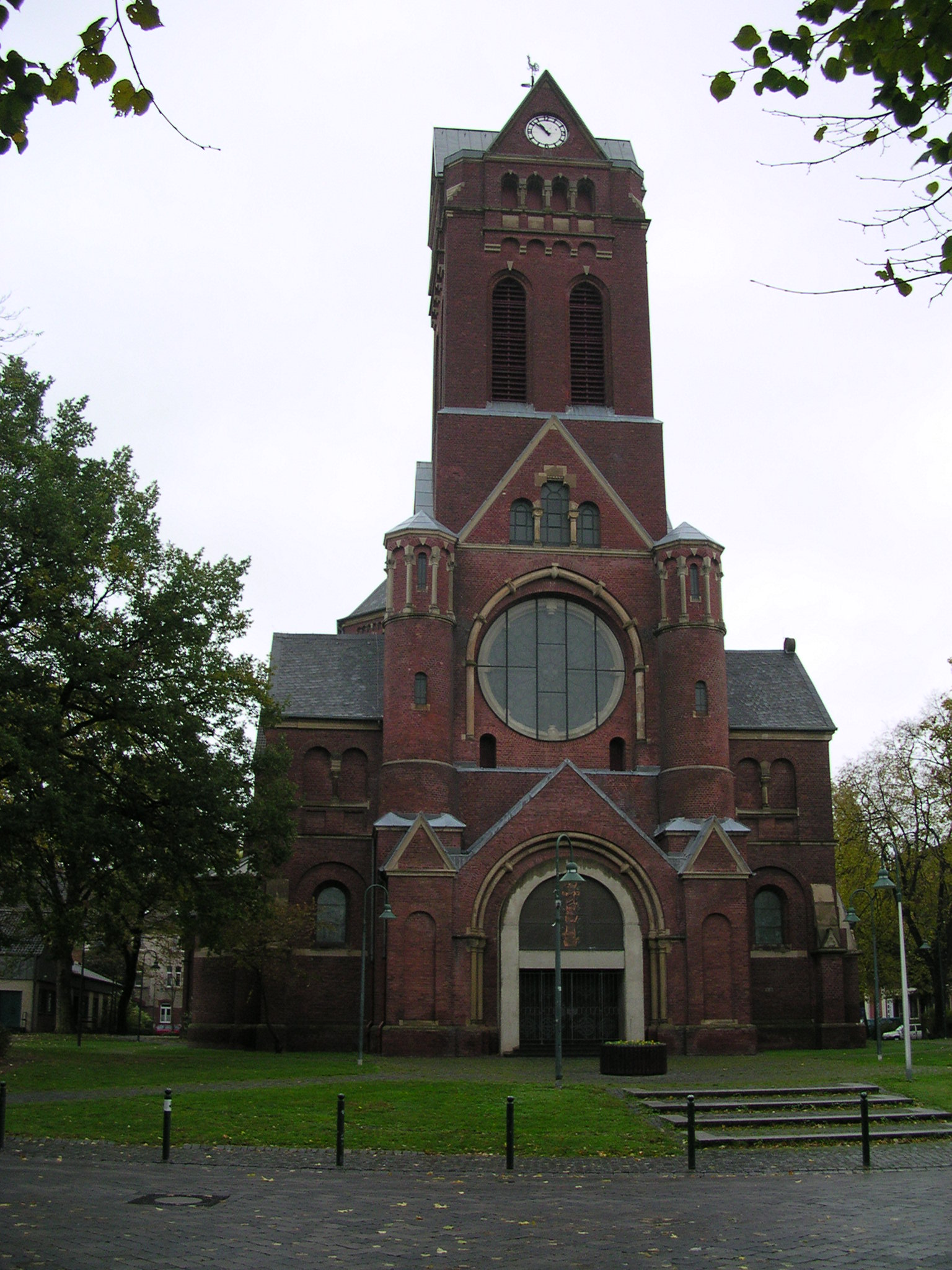
Pfarrkirche St. Joachim

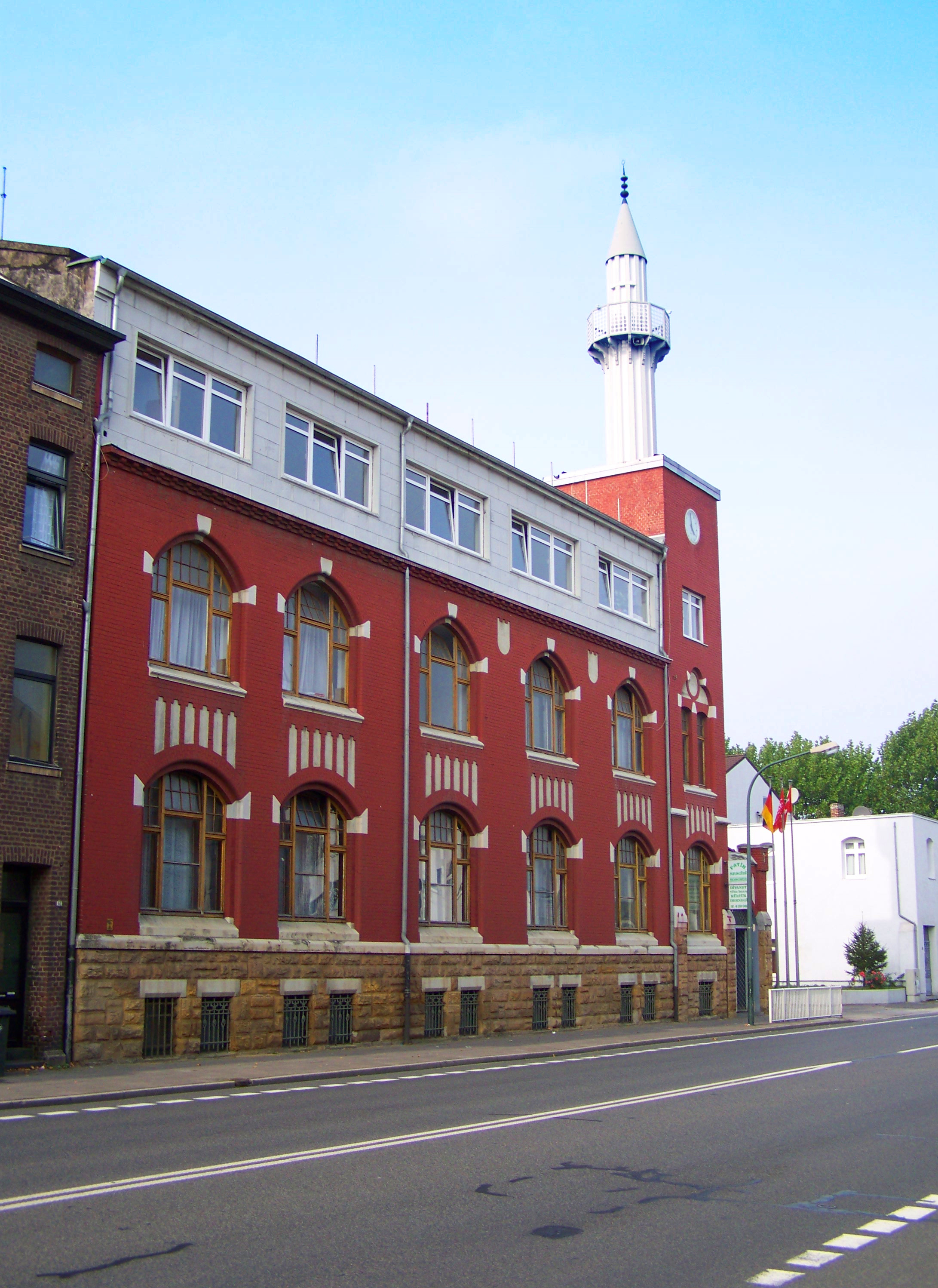
Fatih-Moschee

Düren-Nord ist ein innerstädtischer Bezirk der Kreisstadt Düren in Nordrhein-Westfalen.
Düren-Nord, auch Norddüren genannt, wird von der Innenstadt durch die Bahnlinie Köln-Aachen abgetrennt. Die Ortsstraßen führen durch zwei Tunnel unter der Bahnlinie her. Deshalb heißt der Stadtbezirk im Volksmund auch „Henge de Bahn“ (Hinter der Bahn). Im Westen wird er durch die Rur abgegrenzt und im Osten durch die Bundesstraße 56. Im Norden geht die Bebauung fließend in Birkesdorf über. Vom schweren Bombardement am 16. November 1944 auf Düren blieb dieser Stadtbezirk weitgehend verschont. Deshalb sind noch viele wilhelminische Bauten erhalten. Zwischen 1976 und 1987 wurden im Rahmen einer Flächensanierung ganze Häuserzeilen abgerissen. In einem solchen sanierten Bereich stehen heute das Haus der Stadt und das neue Kinocenter.
Der Stadtbezirk war auch früher schon ein wichtiger Verkehrsknotenpunkt. Vor dem Bau der Bundesstraße 56 musste der ganze Verkehr in Richtung Jülich oder anderer nördlich gelegener Orte oder Städte mitten durch Düren-Nord fahren. Die Bahnstrecke, die ebenfalls sehr wichtig für den wirtschaftlichen Aufschwung war, wurde schon 1841 eingeweiht.
Düren-Nord ist ein früherer Industriestandort der Stadt Düren. Wichtig für die Fabriken war der Dürener Mühlenteich. Mittlerweile sind große Firmen geschlossen worden oder ausgesiedelt. In diesem Stadtbezirk wohnen Menschen aus vielen Nationen und aus verschiedenen Kulturen. Deshalb gibt es neben der Pfarrkirche St. Joachim auch noch die Fatih-Moschee sowie ein Jugendheim, das den bezeichnenden Namen Multikulti trägt und von der Evangelischen Gemeinde zu Düren betrieben wird.
Direkt hinter der Bahnlinie stehen das Haus der Stadt und nur wenige Meter entfernt die Verwaltungsgebäude des Wasserverbandes Eifel-Rur. Zwischen beiden Häusern liegt der Zentrale Omnibusbahnhof. Er grenzt wiederum direkt an den Bahnhof Düren. Dort, wo heute das Haus der Stadt steht, war früher der Sitz der Stadtwerke Düren.
Etwa auf dem Gelände des Busbahnhofes begann früher die Bahnstrecke der Dürener Eisenbahn, die von 1893 bis 1965 mitten auf den Straßen fuhr. Sie fuhr im weiteren Verlauf über Birkesdorf und andere Dörfer bis nach Inden. Heute wird der Personennahverkehr vom Rurtalbus (bis 31. Dezember 2019 von der Dürener Kreisbahn) wahrgenommen.
| Linie | Verlauf |
| ----- | --- |
| 205   | Düren Kaiserplatz – StadtCenter – Bahnhof/ZOB – Birkesdorf Krankenhaus                                                                                                |
| 206   | Düren Kaiserplatz – StadtCenter – Bahnhof/ZOB – Birkesdorf – (Mariaweiler – Echtz Badesee) / Hoven – Echtz                                                            |
| 209   | Düren Kaiserplatz – StadtCenter – Bahnhof/ZOB – Birkesdorf – Arnoldsweiler – Ellen (← Merzenich Poolplatz ← Valdersweg)                                               |
| 216   | Düren Kaiserplatz – StadtCenter – Bahnhof/ZOB – Birkesdorf – Hoven – Merken – Schophoven – Viehöven – Kirchberg – Jülich Walramplatz – Neues Rathaus – Jülich Bf/ZOB  |
| 236   | Düren Kaiserplatz – StadtCenter – Bahnhof/ZOB – Birkesdorf – Huchem-Stammeln – Oberzier – Niederzier – Ellen – Arnoldsweiler – Merzenich Poolplatz – Merzenich Schule |

In Düren-Nord befindet sich die LVR-Klinik Düren mit der Forensik. In direkter Nähe zu dieser Einrichtung steht die Louis-Braille-Schule Düren, die nur blinde und sehbehinderte Schüler aufnimmt und sich auf dem Gelände der ehemaligen Blindenanstalt befindet. Eine Grundschule und die nahegelegene Realschule stehen für die Bildung der Kinder und der Jugend zur Verfügung. Weitere Schulformen gibt es in der Innenstadt.
Düren-Nord war der Standort der heute geschlossenen Zuckerfabrik Düren und der Glashütte Peill & Putzler. Die Dürener Metallwerke, die es seit 1976 nicht mehr gibt, fertigten Duraluminium, aus dem die Traggerippe der Zeppeline hergestellt wurden. Deshalb flogen auch alle Zeppeline mindestens einmal über Düren hinweg. In den Hallen der Fabrik befinden sich heute die Moschee und die Endart, eine kulturelle Einrichtung.
Heute gibt es noch den Maschinenbauer Brück in diesem Stadtbezirk. Viele mittelständische Unternehmen bieten eine Vielzahl von Arbeitsplätzen. Kleine Geschäfte mit ausländischen Spezialitäten, aber auch große Supermärkte sowie Einrichtungshäuser etc. haben alles im Sortiment, was für den täglichen Bedarf nötig ist. Ehemalige Geschäfte und Gasthäuser wurden zu Treffpunkten der verschiedenen Nationalitäten um- und ausgebaut.
Felix Heinrich Schoeller hatte in Düren-Nord 1857 eine Walzmühle in die größte Anlage der Papierfabrikationsbranche im Rheinland umgebaut. Heute erinnert noch ein Straßenname an diese Fabrik. Die Maschinenfabrik Banning und Seybold in der Veldener Straße wurde später zur O. Dörries AG und firmiert heute als Voith Paper GmbH & Co. KG.
Die Nordlichtspiele waren ein 300 Personen fassendes Kino und wurden bis in die 1970er Jahre im Eckhaus Alte/Neue Jülicher Straße betrieben. Heute befindet sich dort ein türkisches Lebensmittelgeschäft.
Die Rurtalwerkstätten betreiben in der Veldener Straße einen Teilbereich des Unternehmens, in dem Behinderte arbeiten. Auf diesem Gelände befindet sich ein Rokoko-Gartenhaus aus dem 18. Jahrhundert, welches in seinem Originalzustand erhalten werden konnte.